# Mistrzostwa NCAA Division I w Zapasach w 2003
Mistrzostwa NCAA Division I w zapasach rozgrywane były w Kansas City w dniach 20–22 marca 2003 roku. Zawody odbyły się na terenie Kemper Arena.
Punkty zdobyło 69 drużyn.
- Outstanding Wrestler – Eric Larkin[2]

## Wyniki

### Drużynowo
| Kolejność | Szkoła                        | Zespół         |
| --------- | ----------------------------- | -------------- |
| 1.        | Oklahoma State University     | Cowboys        |
| 2.        | University of Minnesota       | Golden Gophers |
| 3.        | University of Oklahoma        | Sooners        |
| 4.        | Lehigh University             | Mountain Hawks |
| 5.        | Arizona State University      | Sun Devils     |
| 6.        | Pennsylvania State University | Nittany Lions  |
| 7.        | University of Michigan        | Wolverines     |
| 8.        | University of Iowa            | Hawkeyes       |

### All American

#### 125 lb
| Lp. | Zawodnik         | Szkoła         |
| --- | ---------------- | -------------- |
| 1.  | Travis Lee       | Cornell        |
| 2.  | Chris Fleeger    | Purdue         |
| 3.  | Jason Powell     | Nebraska       |
| 4.  | A.J. Grant       | Michigan       |
| 5.  | Tony Black       | Wisconsin      |
| 6.  | Ben Vombaur      | Boise State    |
| 7.  | Nicholas Simmons | Michigan State |
| 8.  | Bobbe Lowe       | Minnesota      |

#### 133 lb
| Lp. | Zawodnik        | Szkoła         |
| --- | --------------- | -------------- |
| 1.  | Johnhy Thompson | Oklahoma State |
| 2.  | Ryan Lewis      | Minnesota      |
| 3.  | Josh Moore      | Penn State     |
| 4.  | Zach Roberson   | Iowa State     |
| 5.  | Rad Martinez    | Clarion        |
| 6.  | Cliff Moore     | Iowa           |
| 7.  | Evan Sola       | North Carolina |
| 8.  | Brandon Lauer   | West Virginia  |

#### 141 lb
| Lp. | Zawodnik        | Szkoła           |
| --- | --------------- | ---------------- |
| 1.  | Teyon Ware      | Oklahoma         |
| 2.  | Dylan Long      | Northern Iowa    |
| 3.  | Phillip Simpson | Army             |
| 4.  | Scot Moore      | Penn State       |
| 5.  | Jason Mester    | Central Michigan |
| 6.  | Shane Cunanan   | West Virginia    |
| 7.  | Aaron Holker    | Iowa State       |
| 8.  | Mike Maney      | Lock Haven       |

#### 149 lb
| Lp. | Zawodnik         | Szkoła         |
| --- | ---------------- | -------------- |
| 1.  | Eric Larkin      | Arizona State  |
| 2.  | Jared Lawrence   | Minnesota      |
| 3.  | Jesse Jantzen    | Harvard        |
| 4.  | Jerrod Sanders   | Oklahoma State |
| 5.  | Jake Percival    | Ohio           |
| 6.  | Collin Robertson | Boise State    |
| 7.  | Jon Masa         | Hofstra        |
| 8.  | Dustin Manotti   | Cornell        |

#### 157 lb
| Lp. | Zawodnik        | Szkoła            |
| --- | --------------- | ----------------- |
| 1.  | Ryan Bertin     | Michigan          |
| 2.  | Alex Tirapelle  | Illinois          |
| 3.  | Shane Roller    | Oklahoma State    |
| 4.  | Luke Becker     | Minnesota         |
| 5.  | Scott Owen      | Northern Illinois |
| 6.  | Keaton Anderson | Ohio State        |
| 7.  | Gray Maynard    | Michigan State    |
| 8.  | Derek Zinck     | Lehigh            |

#### 165 lb
| Lp. | Zawodnik       | Szkoła         |
| --- | -------------- | -------------- |
| 1.  | Matt Lackey    | Illinois       |
| 2.  | Troy Letters   | Lehigh         |
| 3.  | Jacob Volkmann | Minnesota      |
| 4.  | Matt King      | Edinboro       |
| 5.  | Tyrone Lewis   | Oklahoma State |
| 6.  | John Clark     | Ohio State     |
| 7.  | Frank Edwards  | Navy           |
| 8.  | Tyron Woodley  | Missouri       |

#### 174 lb
| Lp. | Zawodnik        | Szkoła            |
| --- | --------------- | ----------------- |
| 1.  | Robbie Waller   | Oklahoma          |
| 2.  | Carl Fronhofer  | Pittsburgh        |
| 3.  | Chris Pendleton | Oklahoma State    |
| 4.  | Curtis Owen     | Arizona State     |
| 5.  | Brad Dillon     | Lehigh            |
| 6.  | Shane Webster   | Oregon            |
| 7.  | Mark Fee        | Appalachian State |
| 8.  | Ryan Lange      | Purdue            |

#### 184 lb
| Lp. | Zawodnik         | Szkoła            |
| --- | ---------------- | ----------------- |
| 1.  | Jake Rosholt     | Oklahoma State    |
| 2.  | Kurt Backes      | Missouri          |
| 3.  | Josh Lambrecht   | Oklahoma          |
| 4.  | Jessman Smith    | Iowa              |
| 5.  | Clint Wattenburg | Cornell           |
| 6.  | Ben Heizer       | Northern Illinois |
| 7.  | Mark Becks       | Penn State        |
| 8.  | Greg Parker      | Princeton         |

#### 197 lb
| Lp. | Zawodnik          | Szkoła         |
| --- | ----------------- | -------------- |
| 1.  | Damion Hahn       | Minnesota      |
| 2.  | Jon Trenge        | Lehigh         |
| 3.  | Muhammed Lawal    | Oklahoma State |
| 4.  | Sean Stender      | Northern Iowa  |
| 5.  | Justin Ruiz       | Nebraska       |
| 6.  | Chris Skretkowicz | Hofstra        |
| 7.  | Kyle Smith        | Michigan       |
| 8.  | Marcio Botelho    | Fresno State   |

#### 285 lb
| Lp. | Zawodnik         | Szkoła        |
| --- | ---------------- | ------------- |
| 1.  | Steve Mocco      | Iowa          |
| 2.  | Kevin Hoy        | Air Force     |
| 3.  | Boe Rushton      | Boise State   |
| 4.  | Pat Cummins      | Penn State    |
| 5.  | Kellan Fluckiger | Arizona State |
| 6.  | Thomas Rowlands  | Ohio State    |
| 7.  | Matt Feast       | Pennsylvania  |
| 8.  | John Testa       | Clarion       |